# جاك هاريسون (لاعب كرة قدم أسترالية)
جاك هاريسون (بالإنجليزية: Jack Harrison)‏ هو لاعب كرة قدم أسترالية أسترالي، ولد في 17 أكتوبر 1915، وتوفي في 16 مارس 1989.

## وصلات خارجية
- جاك هاريسون على موقع AustralianFootball.com (الإنجليزية)
- جاك هاريسون على موقع AFLtables.com (الإنجليزية)